# Escuela positivista (criminología)

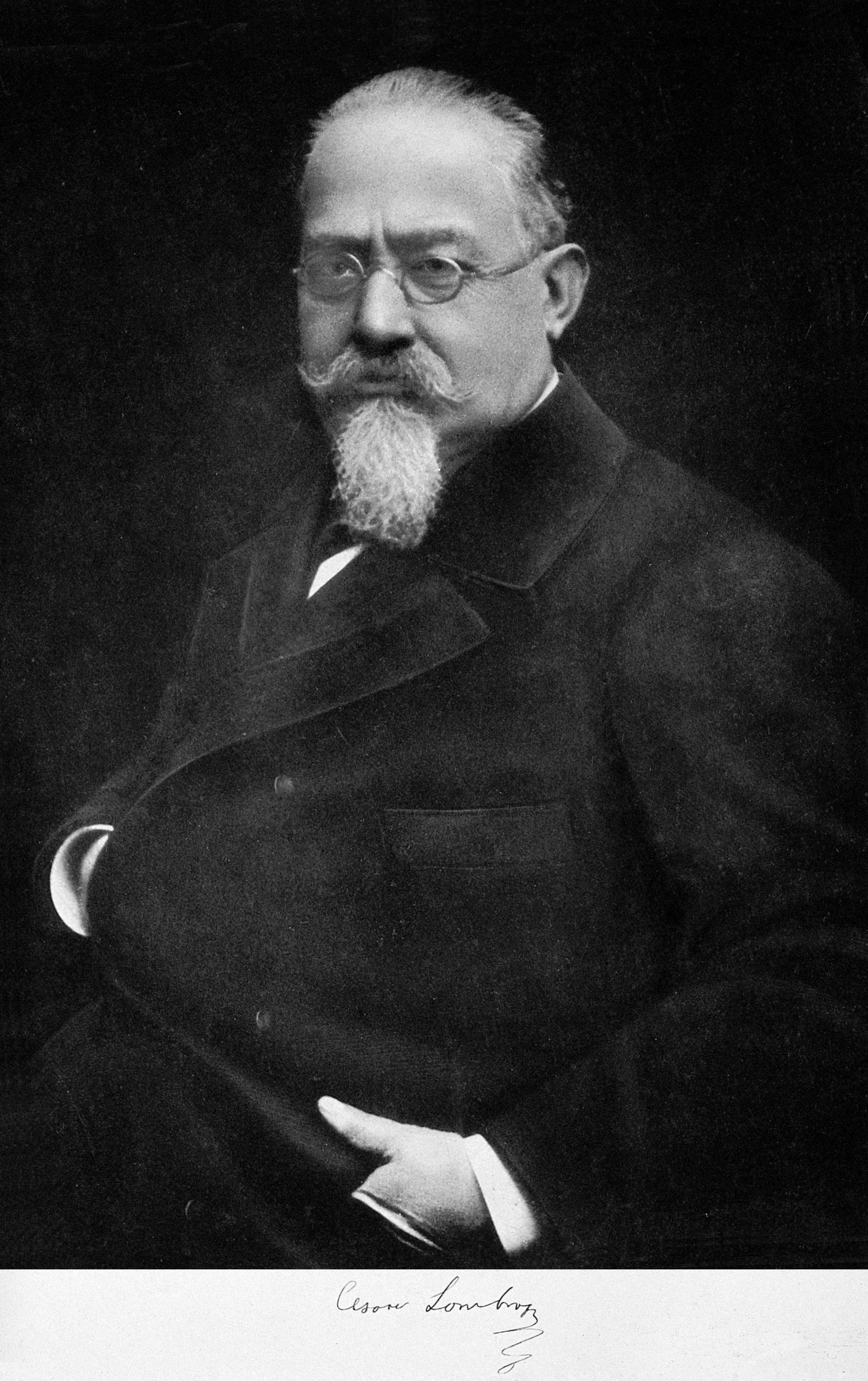
Cesare Lombroso

El positivismo criminológico, también conocido como escuela positivista , es corriente criminológica cuyas principales ideas consisten en la aplicación de los métodos de las ciencias naturales para explicar la delincuencia y que la existencia del fenómeno delictivo, así como la conducta criminal, está determinada biológicamente. 

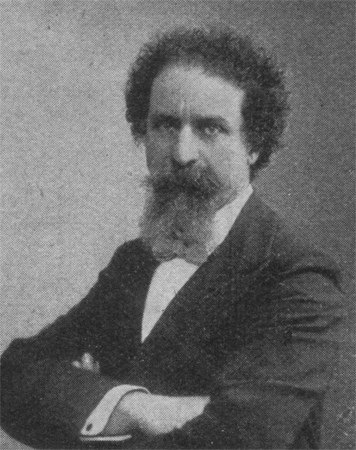
Enrico Ferri

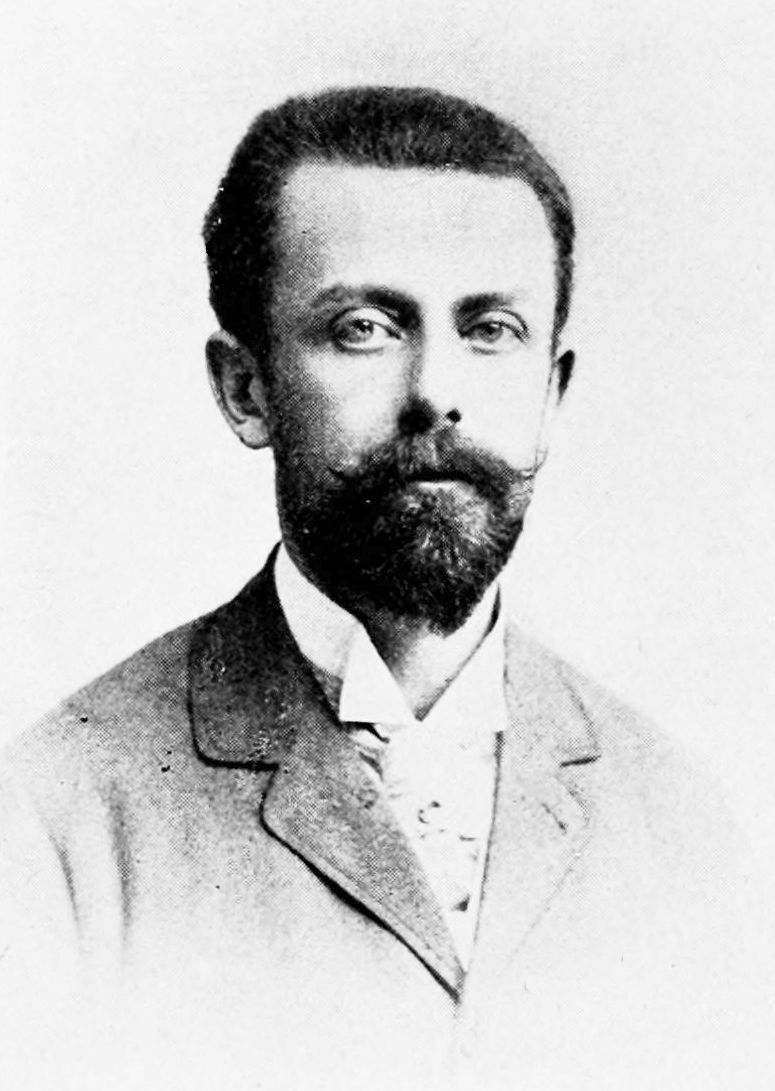
Raffaele Garofalo

Esta corriente surge en Italia a fines del siglo XIX, y sus autores más destacados fueron Cesare Lombroso, Enrico Ferri y Raffaele Garofalo.
Los autores positivistas defienden la anormalidad biológica del delincuente, si bien no sostienen que la criminalidad se deba únicamente a factores biológicos, pero sí postulan que en caso de que la persona carezca de predisposición biológica en ningún caso delinquirá. El positivismo se opone de manera radical a la concepción de racionalidad en el acto delictivo de la Escuela Clásica de Criminología, en la cual rige el libre albedrío.
Cesare Lombroso es considerado el fundador de la “Escuela Positivista”, siendo “El hombre delincuente” (1876) su primera y más emblemática obra. El autor, influido por las teorías de Darwin, formula la hipótesis de que los criminales son seres atávicos, es decir, que han quedado en un estadio anterior de la evolución humana que el resto de la población. Para corroborar su hipótesis, realizó investigaciones sobre cráneos de criminales convictos, analizando sus semejanzas con los del hombre primitivo descendiente del mono, concluyendo que una gran parte de los delincuentes analizados compartirían rasgos característicos de atavismo. Debido a esto, los llama “delincuentes natos” y, considera que por esta anormalidad biológica, tienen una predisposición a delinquir tan fuerte que la sociedad poco o nada puede hacer para evitarlo, por lo que correspondería incapacitarlos.
La escuela positivista considera que existen consideraciones biológicas (hereditarias generalmente) que predisponen a la delincuencia, es por ello que se divide en tres tipos de Positivismo: Biológico, Psicológico y Social.

## Positivismo biológico
Si la teoría de la evolución de las especies de Charles Darwin era científica y se aplicaba a los animales, el mismo enfoque debería aplicarse al "hombre" como "animal". La hipótesis de dicha Teoría, consiste en que el Criminal es un ser que no ha seguido la evolución normal de la especie humana.  

### Características físicas
Históricamente, la medicina se interesó en el problema del crimen, produciendo estudios de fisonomía (ver Johann Kaspar Lavater y Franz Joseph Gall) y la ciencia de la frenología que relacionaba los atributos de la mente con la forma del cerebro como se revela a través del cráneo. Estas teorías fueron populares porque absolvieron a la sociedad y cualquier falla de su gobierno de la responsabilidad por el comportamiento criminal. El problema radica en las propensiones de los delincuentes individuales que se distinguen biológicamente de los ciudadanos respetuosos de la ley. 
Este tema fue ampliado por la Escuela Italiana y a través de los escritos de Cesare Lombroso (ver L'Uomo Delinquente, El hombre criminal, y la criminología antropológica) que identificaron las características físicas asociadas con la degeneración, lo que demuestra que los delincuentes eran retrocesos atávicos a una forma evolutiva anterior. Estos delincuentes que padecen atavismo, han nacido bajo una herencia que no es común de la especie humana actual. Lombroso había creado la Teoría del delincuente nato refiriéndose a que una parte de los delincuentes tienen una predisposición delictiva tan fuerte que la sociedad nada o muy poco puede hacer para evitar que lleguen a delinquir. Realizó para probar esta Teoría su primera investigación con 101 cráneos de delincuentes italianos, analizando en qué medida existen semejanzas antropométricas con el hombre primitivo, descendiente del mono. Sus resultados en otro estudio con delincuentes presos, destacan que los hombres que fueron analizados (1.297 en total) muestran con mayor proporción que en a población normal, rasgos primitivos (frente salida, escasa capacidad craneal o el volumen de las ojeras). 
Enrico Ferri , discípulo de Lombroso, continuaba la misma corriente toda vez que en todo delincuente existe una persona biológicamente anormal. Si bien la del delincuente nato es la más relevante en otros delincuentes dicha anormalidad biológica es solo una predisposición que se realiza cuando concurren factores de carácter ambiental. Fue Ferri quien complementa los estudios antropométricos  de Lombroso con la estadística de la criminalidad, contemplando factores como edad, clima, lugar, sexo, renta o educación. En este momento es cuando se plantea la concepción plurifactorial de la delincuencia, este nombre responde a que el delito responde a tres órdenes: antropológicas (raza, edad, sexo, constitución física), sociales (educación, adicciones, condiciones económicas) y físicas (clima, estación del año). Ferri realiza una clasificación de cinco categorías:
- Locos: quienes su locura puede ser heredada o adquirida
- Natos: predispuestos a delinquir fuertemente
- Habituales: cuando ha encontrado un influjo social favorable a la delincuencia y que no ha podido ser rehabilitado se convertirá en delincuente habitual.
- Pasionales: cuyo comportamiento participa como el del "loco"
- Ocasionales: hay una mínima posibilidad de delincuencia y solo cuando el entorno social sea desfavorable, delinquirán.

Charles Goring (1913) no pudo corroborar las características, pero encontró a los criminales más cortos, más ligeros y menos inteligentes, es decir, encontró que la criminalidad es "normal" en lugar de "patológica" (cf. el trabajo de Hooton encontró evidencia de inferioridad biológica). William Sheldon identificó tres cuerpos básicos o somatotipos (endomorfos, mesomorfos y ectomorfos) e introdujo una escala para medir dónde se colocó a cada individuo. Llegó a la conclusión de que los delincuentes tendían a la mesomorfia. La investigación moderna podría relacionar el tamaño físico con el atletismo y la agresión, porque las personas físicamente más fuertes tienen la capacidad de usar la violencia con menos posibilidades de sufrir heridas en cualquier represalia. Por lo demás, dicha investigación temprana ya no se considera válida. El desarrollo de la genética ha producido otra posible causa inherente de criminalidad, con el cromosoma y otros factores genéticos identificados como significativos para seleccionar la herencia en lugar del medio ambiente como la causa del crimen (véase: Innato o adquirido). Sin embargo, la evidencia de los estudios familiares, de gemelos y de adopción no muestra evidencia empírica concluyente para preferir ninguna de las causas

### Inteligencia
Hay una serie de estudios acreditados que demuestran un vínculo entre inteligencia inferior y criminalidad[cita requerida]. Wilson - Herrnstein (1985) parten de considerar como dato que resulta de todos los estudios empíricos, el hecho de que el cociente de inteligencia medio de la población que delinque esta entre 8 y 9 puntos por debajo de la población. Aquel que considera como buena opción la delincuencia lo hace por tres factores según ellos, la baja inteligencia le lleva al fracaso a nivel educativo por lo que deberá esperar poco del mercado laboral; segundo, que está relacionado con un pensamiento a corto plazo; y por último, se asocia la baja inteligencia con la impulsividad, es decir no realizar el análisis costo-beneficio a la hora de cometer un delito por lo que lleva a un menor razonamiento moral. 
Pero la evidencia es equívoca porque los estudios entre la población penitenciaria simplemente evalúan a los criminales realmente atrapados, lo que podría deberse a que no planearon los delitos adecuadamente o porque no pudieron resistir las técnicas de interrogatorio y admitieron sus delitos. Si su inteligencia es pobre, también tienen menos probabilidades de ser disuadidos.

### Otros factores médicos
La testosterona y la adrenalina se han asociado con la agresión y la violencia, y el estado de excitación asociados con ellos. El consumo excesivo de alcohol puede disminuir los niveles de azúcar en la sangre y conducir a la agresividad, y el uso de químicos en alimentos y bebidas se ha asociado con hiperactividad y algunos comportamientos delictivos[cita requerida]. 

## Positivismo psicológico

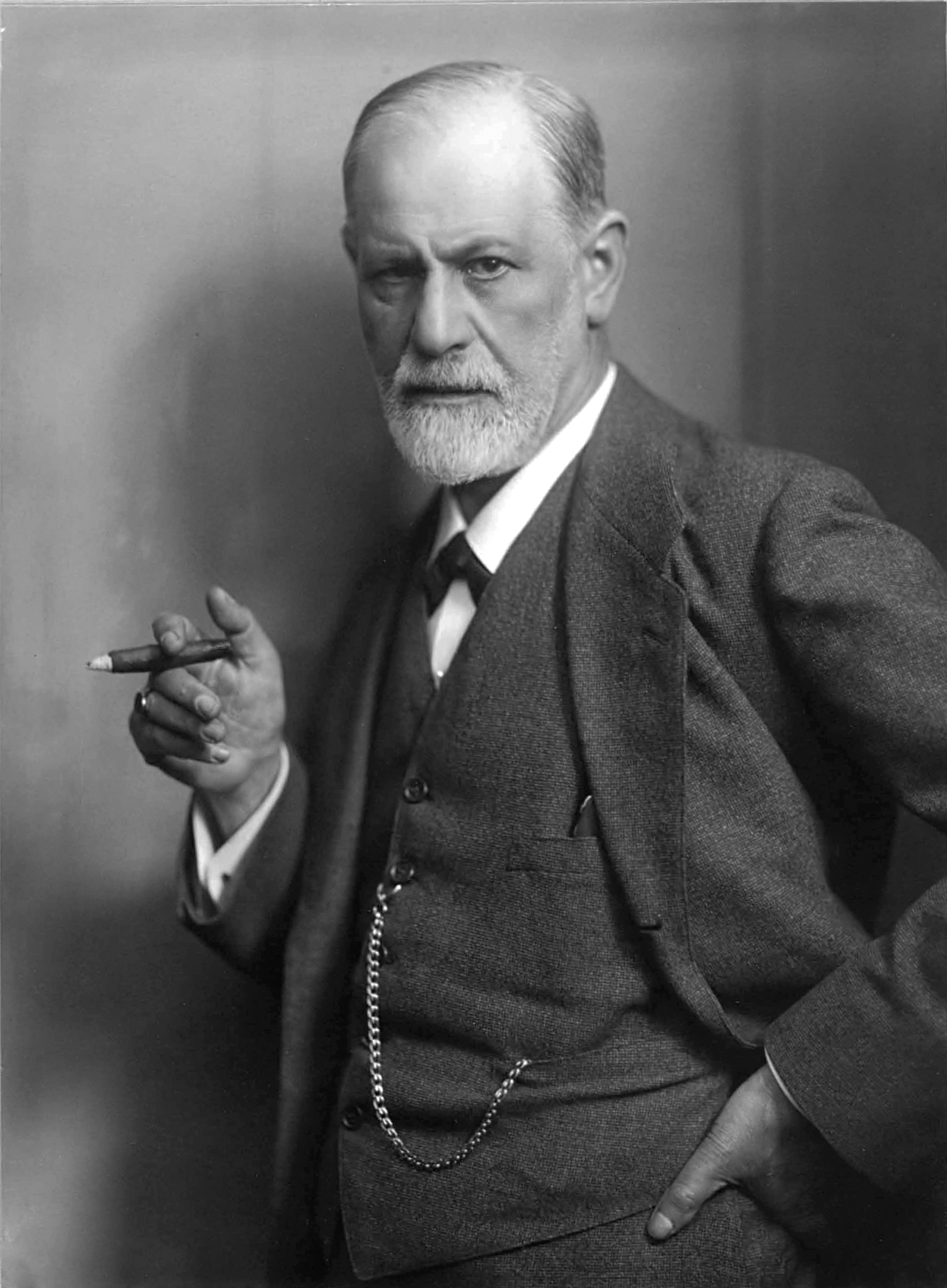
Sigmund Freud

Sigmund Freud dividió la personalidad en el ello, los impulsos biológicos primitivos, el superyó, los valores internalizados, y el yo, la memoria, la percepción y la cognición. Propuso que el comportamiento criminal es el resultado de una enfermedad mental o una conciencia débil. John Bowlby propuso una teoría del apego en la que la privación materna era un factor que podría conducir a la delincuencia. Esto se ha descontado a favor de la privación general o "hogares rotos" en los que los padres ausentes o despreocupados tienden a producir hijos mal portados.
Hans Eysenck (1987) declaró que "ciertos tipos de personalidad pueden ser más propensos a reaccionar con comportamiento antisocial o criminal ante factores ambientales de un tipo u otro". Propuso tres dimensiones de la personalidad: introversión / extroversión, neuroticismo y psicoticismo. Para estos fines, la personalidad es el marco de referencia establecido dentro del cual una persona aborda la situación actual y decide cómo comportarse. Algunos rasgos serán dominantes a veces y luego en una relación equilibrada con otros rasgos, pero los rasgos de cada persona serán razonablemente estables y predecibles. Por lo tanto, una vez condicionado a un estilo de vida criminal, es probable que los rasgos de personalidad relevantes persistan hasta que una fuerza condicionante compensatoria restablezca las inhibiciones sociales normales. Algunas formas de conducta delictiva, como los delitos sexuales, se han meditado con el tratamiento ofrecido junto con el castigo.

## Positivismo social

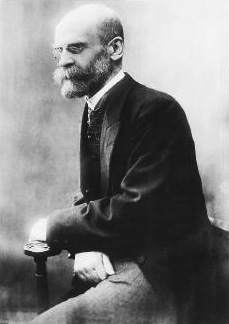
Émile Durkheim

En términos generales, el positivismo rechazó la confianza de la teoría clásica en el libre albedrío y trató de identificar las causas positivas que determinaron la propensión al comportamiento criminal. En lugar de causas biológicas o psicológicas, esta rama de la Escuela identifica a la "sociedad" como la causa. Por lo tanto, la criminología ambiental y otras escuelas secundarias estudian la distribución espacial de delitos y delincuentes (véase Adolphe Quetelet, quien descubrió que las tasas de delitos son relativamente constantes, y la Escuela de Chicago que, bajo el liderazgo de Robert E. Park, consideraba la ciudad como una forma de superorganismo, dividida en zonas comprometidas en un proceso continuo de invasión, dominio y sucesión). Mientras tanto, Émile Durkheim identificó a la sociedad como un fenómeno social, externo a los individuos, con el crimen como parte normal de una sociedad saludable. La desviación no era más que un "establecimiento de límites", empujando para determinar los límites actuales de moralidad y aceptabilidad. La idea básica es que si bien el delincuente esta determinado a delinquir y eso imposibilite tomar como base de la pena la responsabilidad individual, la sociedad debe defenderse de la delincuencia ya sea atacando (instrumentos preventivos) o evitando que los delincuentes reincidan (medios represivos). 
Ferri  entendía estas medidas  preventivas como reformas a reducir los factores sociales de la criminalidad. Estas pretenden intervenir sobre las causas económicas de la delincuencia contra la propiedad, un segundo grupo pretende afectar las oportunidades para delinquir y por un último un tercer grupo hace referencia a reformas legislativas que reducirían la delincuencia. Dentro de las medidas preventivas se encuentra un tipo de intervención coactiva, es una intervención para evitar que los casos de marginalidad social pueda producir delincuencia. 
Ahora bien, la efectividad del Derecho Penal no se va a lograr a través de la prevención general teniendo en cuenta que la amenaza del castigo puede escasamente contrarrestar las causas del delito. Para que sea efectiva debe tener como única meta combatir la peligrosidad del delincuente, o sea que vuelta a delinquir y esto va a depender de si es un delincuente corregible (Delito de escasa gravedad, con penas alternativas a la prisión) o incorregible (delitos graves, pena perpetua). "... una consecuencia lógica de la teoría según la cual la pena no debe ser la retribución de una falta por un castigo proporcionado, sino una defensa correspondiente al poder que el delincuente tiene para hacer daño ya sus probabilidades de reacción social..." Enrico Ferri